# Zebravis
De zebravis of zebradanio (Danio rerio, vroeger: Brachydanio rerio) is een kleine tropische vis die veel in aquaria gehouden wordt. Vanaf eind jaren negentig is de zebravis in opmars als proefdier waarbij hij gebruikt wordt voor onderzoek in de genetica, de ontwikkelingsbiologie en moleculaire celbiologie. Dit heeft al onder andere de glofish opgeleverd.
De naam zebravis wordt ook voor andere vissoorten gebruikt met een zwart-wit streeppatroon (bijvoorbeeld Pterois volitans en Pterois russelii). Mede daarom is ook de naam zebradanio veel in gebruik.

## Algemeen
Zebravissen worden ongeveer drie tot vier centimeter lang. Ze hebben lichte zilverkleurige en donkerblauwe lengtestrepen op de rug, flanken en vinnen, een witte buik en kleine gele, rode of zelfs blauwe vlekjes over het hele lichaam. Van oorsprong komen ze voor in Zuid en Zuidoost-Azië waar ze leven in stilstaand tot stromend water van kanalen, sloten, meren en rijstvelden.
De zebravis is een handige vissoort voor beginnende hobby aquarium houders. Ze zien er mooi uit, zijn gemakkelijk te houden en voort te planten in een tropisch aquarium en zijn goedkoop in aanschaf. Ze zijn echter wel gevoelig voor infectieziekten, zoals mycobacterium.

## Zebravis als wetenschappelijk modelorganisme

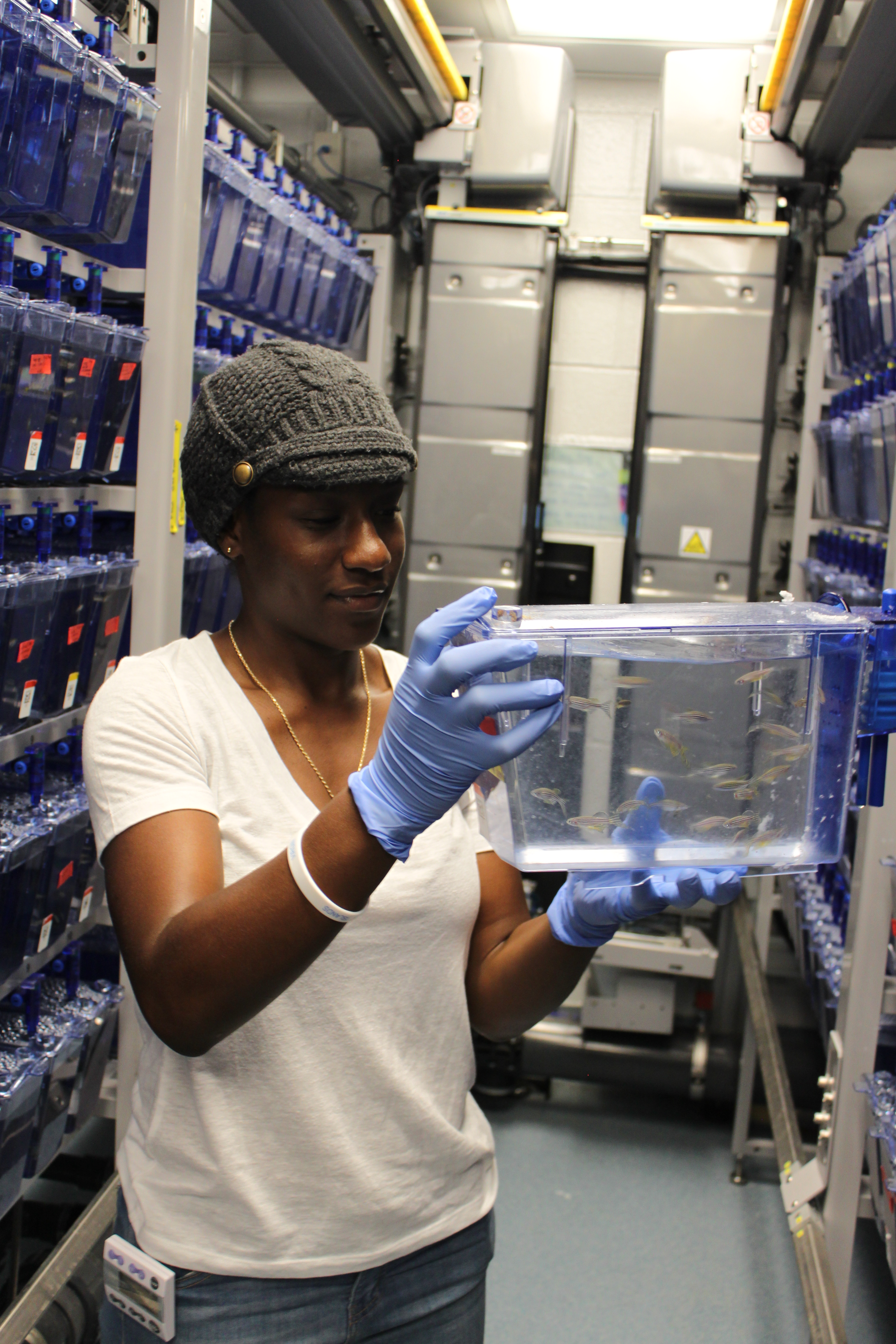
Zebravissen worden gekweekt in tanks, veelal gerangschikt per genetische lijn

Zebravissen worden in de wetenschap steeds populairder als modelorganisme. Vooral in het gebied van de ontwikkelingsbiologie en moleculaire celbiologie wordt de zebravis van een steeds groter belang voor de fundamentele wetenschap. Zebravissen kunnen evenveel fundamenteel biologische kennis geven als het meest gebruikte proefdier, de muis. Een nadeel is natuurlijk dat zebravissen voor onderzoeken naar ziekten verder van de mens af staan dan muizen.
Vanuit een ethisch oogpunt kan het makkelijker zijn om proeven op de zebravis te doen in plaats van op de (aaibare) muis. De zebravis valt als gewervelde wel onder de proefdierwet, maar de kans op lijden bij de zebravis wordt vaak lager ingeschat. Als gesproken wordt over onderzoek op de zebravis, wordt vaak het zebravisembryo bedoeld. Aangezien embryo's niet onder de proefdierwet vallen, hoeft alleen toestemming gevraagd te worden voor het houden van volwassen zebravissen, zonder dat hier daadwerkelijke proeven mee uitgevoerd worden.
Het bekendste voorbeeld van manipulatie van de zebravis stamt uit 2002, toen onderzoekers erin slaagden om de zebravis genetisch te manipuleren met GFP. Hierdoor ontstond de gloeivis.
De belangrijkste redenen waarom de zebravis geschikt is als proefdier zijn:
- De zebravis stelt weinig eisen aan de omgeving op het gebied van voedsel, grootte aquarium etc. Hierdoor zijn ze relatief goedkoop te houden.
- Het genoom van de zebravis is zo goed als geheel bekend en heeft een grote overeenkomst met andere proefdiermodellen, zoals de muis. Hierdoor is vergelijking met de mens op cel- en moleculair-niveau goed mogelijk.
- Verschillende stoffen worden via het water gemakkelijk door de zebravis opgenomen. Zo kunnen bijvoorbeeld toxiciteitsproeven en medicijnen getest worden, voordat het in de muis getest wordt. Het aantal muizen in dierproeven kan hierdoor omlaag.
- De zebravis plant zich gemakkelijk voort. Na drie à vier maanden is de zebravis geslachtsrijp en kan in gecontroleerde omstandigheden 100 tot 200 nieuwe eitjes per week produceren. Dit wordt bereikt door de zebravissen in een strikt dag-nachtritme te laten leven. Meestal leggen de zebravissen de eitjes in de ochtend, na het aangaan van het licht, echter afwijkingen hierop zijn reeds waargenomen.
- Omdat de eitjes buiten het lichaam bevrucht worden, kunnen ze direct geoogst worden. De zebravisembryo ontwikkelt zich buiten de vrouwelijke zebravis (ex utero) in een doorzichtige eischaal, genaamd chorion. Omdat zowel chorion als embryo doorzichtig zijn, kunnen ze goed gevolgd worden onder de microscoop. Zo kan de ontwikkeling van de embryo vanaf het eencellig stadium gevolgd worden. Na 10 uur ontstaat de staart, na 12 uur de ogen, na 24 uur is een kloppend hart zichtbaar en na 2 dagen zijn alle bouwpatronen van de ingewanden aanwezig. Deze zichtbare ontwikkeling is van belang voor de ontwikkelingsbiologie en embryologie.
- De transcriptie van DNA en de translatie van eiwitten van de zebravis is gemakkelijk aan te passen. Dit is van belang voor genetische studies naar de werking van genen.
- Na 24 uur start de eerste pigmentatie, deze kan echter onderdrukt worden door toevoeging van 1-fenyl-2-thiourea (PTU) wat de vorming van melanine zal onderdrukken. Genetisch gemodificeerde vissen zijn beschikbaar die transparant blijven. Door gebruik te maken van bijvoorbeeld morpholino's of het inbrengen van fluorescentie genen (GFP), afkomstig uit lichtgevende kwallen, kunnen veel moleculaire celprocessen respectievelijk geblokkeerd of gevolgd worden in het ontwikkelende embryo. Dit is van belang voor de moleculaire celbiologie.